# Walter Kordesch
Walter Kordesch (* 1960 in Klagenfurt) ist ein österreichischer Drehbuchautor und Schauspieler.

## Leben
Walter Kordesch wuchs zweisprachig auf (Deutsch / Englisch) und besuchte von 1975 bis 1978 die Senior High School Galesburg in Illinois, USA. Von 1979 bis 1983 studierte er Theaterwissenschaft und Philosophie in Wien und danach absolvierte er bis 1985 sein Gesangsstudium am Konservatorium in Klagenfurt. Seit 1983 ist er gelegentlich als Schauspieler tätig, seit 1985 auch als Übersetzer und seit 1988 als Drehbuchautor.

## Filmografie (Auswahl)
- 1992: Dead Flowers
- 1993: Muttertag – Die härtere Komödie
- 1994: Der Schatten des Schreibers
- 1995: Freispiel
- 1996: Kaisermühlen Blues (Fernsehserie)
- 1998: Hinterholz 8
- 1998: Helden in Tirol
- 1999: Jahrhundertrevue (Fernsehserie)
- 2001: Showdown
- 1999–2002: MA 2412 (Fernsehserie)
- 2002: Poppitz
- 2013: Bad Fucking